# Antonio Tomás González
Antonio Tomás González (Torrelavega, 19 de gener de 1985) és un futbolista càntabre, que ocupa la posició de migcampista.
Sorgeix del planter del Racing de Santander, amb qui debuta a primera divisió la temporada 05/06. L'estiu del 2006 fitxa pel Deportivo de La Corunya, però continua a Santander a la campanya 06/07, en qualitat de cedit.
El 2007 s'incorpora a l'equip gallec, on no ha pogut fer-se un lloc a l'onze titular.